# Groote Kerk (Kaapstad)
De Groote Kerk in Kaapstad is een kerkgebouw uit 1841 aan het Kerkplein. De kerk is ontworpen door architect Herman Schutte en is 38 meter lang en ruim 25 meter breed. Het gebouw is nog altijd in gebruik door de plaatselijke Nederduits Gereformeerde Gemeente. Het is de oudste gemeente van dit kerkverband al heette de plaatselijke gemeente tot 1824 Nederlands Hervormde Kerk.
De kerk heeft een gepleisterde plafondconstructie en heeft geen dragende pilaren in het midden. In de huidige vloer zijn grafstenen ingemetseld, afkomstig van de grafkelders onder de vorige kerk. Negen gouverneurs liggen er begraven, onder wie Simon van der Stel. Ook Helperus Ritzema van Lier ligt er begraven. Nog altijd worden in de kerk (Afrikaanstalige) kerkdiensten gehouden. Uit een verslag van een kerkdienst in deze kerk verschenen in het Reformatorisch Dagblad in 1976 bleek dat in die periode alle vrouwen in de gemeente hoofdbedekking droegen.
Tegenover de kerk staat een standbeeld van Jan Hofmeyr, de voorman van de Afrikanerbond.

## Geschiedenis
In december 1700 legde gouverneur Willem Adriaan van der Stel de eerste steen van de eerste kerk op deze plaats. Het gebouw werd in januari 1704 door ds. Petrus Kalden in gebruik genomen. Een halve eeuw later volgde een uitbreiding door de bouw van twee galerijen. Halverwege de 19e eeuw wordt dit gebouw gesloopt en op dezelfde plaats werd voor het bedrag van 44.000 rand een nieuwe kerk gebouwd, de huidige Groote Kerk. De toren van de oude kerk bleef staan. Ook de preekstoel uit de oude kerk wordt in de nieuwe kerk geplaatst. Deze is gemaakt in 1789 door Anton Anreith en Jan Jacob Graaff. Ook het doopvont en de avondmaalsbekers zijn nog uit de 18e eeuw afkomstig. De kerkklok is in 1726 door Jan A. de Grave in Amsterdam vervaardigd. Het orgel is veel jonger dan de kerk en gebouwd in 1956 door B. Pels & Zonen uit Alkmaar. Het heeft 102 registers en 5500 sprekende orgelpijpen. Hiermee is dit een van de grootste orgels van het zuidelijk halfrond.

## Predikanten in de kerk

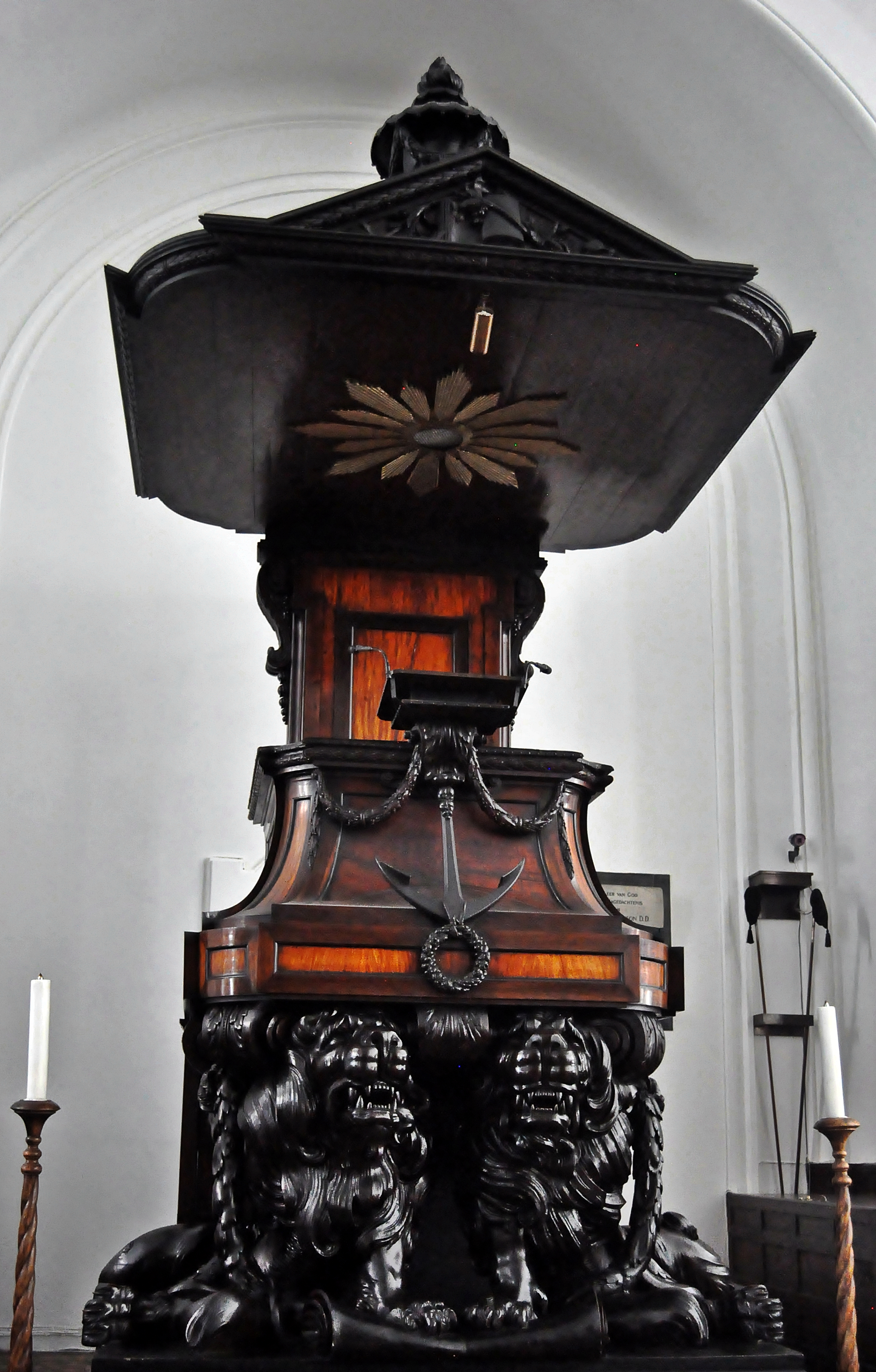
De preekstoel van de kerk.

Hieronder wordt een lijst weergegeven met predikanten die in deze kerk hebben gediend. De gemeente had vanaf 1746 twee predikanten, een tijd lang zelfs drie.
1. Joan van Arckel (ook Johannes), 1665 - 1666
2. Petrus Wachtendorp, 1666 - 1667
3. Adriaan de Vooght, 1667 - 1674
4. Rudolpus Meerlandt, 1674 - 1675
5. Petrus Hulsenaar, 1675 - 1677
6. Johannes Overney, 1678 - 1687
7. Johannes van Andel, 1687 - 1689
8. Leonardus Terwoldt, 1689 - 1695
9. Hercules van Loon, 1695 - 1697
10. Petrus Kalden, 1697 - 1708
11. Engelbertus Franciscus le Boucq, 1707 - 1708
12. Johannes Godefridus D'Ailly, 1708 - 1726
13. Lambertus Slicher, 1723 - 1725
14. Hendrik Beck, 1726 - 1731
15. Franciscus le Seuer, 1729 - 1746
16. Henricus Cock, 1732 - 1743
17. Ruardus van Cloppenburgh, 1746 - 1748
18. Petrus van der Spuy, 1746 - 1752
19. Henricus Kronenburg, 1752 - 1779
20. Gerhardus Croeser, 1754 - 1755
21. Christiaan Benjamin Voltelen, 1755 - 1758
22. Johannes Frederik Bode, 1758 - 1760
23. Johannes Petrus Serrurier, 1760 - 1802
24. Christiaan Fleck, 1781 - 1822
25. Meent Borcherds, 1785 - 1786
26. Helperus Ritzema van Lier, 1786 - 1793
27. Abraham Kuys, 1794 - 1799
28. Johan Heinrich von Manger, 1802 - 1839
29. Johannes Christoffel Berrange, 1817 - 1827
30. Dr. Abraham Faure, 1822 - 1867
31. Johannes Spijker, 1834 - 1864
32. Stephanus Petrus Heyns, 1839 - 1873
33. Dr. Andrew Murray, 1864 - 1871
34. Georg Stegmann jr., 1867 - 1880
35. Dr. William Robertson, 1872 - 1879
36. Gilles van de Wall, 1874 - 1875
37. Anton Daniël Lückhoff, 1875 - 1886
38. Dr. Johannes Jacobus Kotzé, 1880 - 1899
39. Abraham Isaac Steytler, 1881 - 1915
40. Christoffel Frederic Jacobus Muller, 1887 - 1890
41. Adriaan Moorrees, 1892 - 1895
42. Charles Morgan, 1893 - 1896
43. Francis Xavier Roome, 1895 - 1937
44. Zacharia Johannes de Beer, 1895 - 1923
45. Louis Hugo, 1897 - 1907
46. Dr. Johannes Petrus van Heerden, 1899 - 1935
47. Dr. Johannes du Plessis, 1899 - 1903
48. Dr. Barend Johannes Haarhoff, 1905 - 1912
49. Gerrit Johannes du Plessis, 1906 tot 1912
50. Johannes Stephanus Hauman, 1908 - 1918
51. Daniel Gerhardus Malan, 1918 - 1921
52. Pieter Basson Ackermann, 1918 - 1922
53. Daniel Stephanus Burger Joubert, 1921 - 1925
54. Willem Ferdinand Louw, 1922 - 1929
55. Dr. Abraham van der Merwe, 1926 - 1966
56. Jacobus Delarey Conradie, 1936 - 1967
57. Pieter du Toit, 1938 - 1943
58. Johannes Gerhardus Janse van Vuuren, 1945 - 1954, 1963 - 1986
59. Willem Adolf Landman, 1958 - 1979
60. Petrus Andries van Zyl, 1958 - 1960
61. Johannes Mattheus Delport, 1960 - 1963
62. Jacobus van der Westhuizen, 1968 - 1997
63. Erasmus Adriaan van Niekerk, 1972 - 1975
64. Abraham Johannes Prins, 1975 - 1981
65. Petrus Johannes Botes, 1981 - 2009
66. Gideon de Wit, 2003 - heden
67. Johan Taute van Rooyen, 2011 - heden